# Clydonium analuisae
Clydonium analuisae är en stekelart som beskrevs av Gauld, Ugalde och Paul E. Hanson 1998. Clydonium analuisae ingår i släktet Clydonium och familjen brokparasitsteklar. Inga underarter finns listade i Catalogue of Life.